# Räpina
Räpina è una città dell'Estonia sudorientale, nella contea di Põlvamaa, capoluogo del rispettivo comune rurale. Amministrativamente non esistono distinzioni tra la città e il suo contado.